# Трофімов Василь Дмитрович
Василь Дмитрович Трофімов (рос. Василий Дмитриевич Трофимов; нар. 1 січня 1919, с. Костіно, Московська губернія, РРФСР — пом. 22 вересня 1999, Москва, Росія) — радянський спортсмен (футбол, хокей із шайбою та хокей з м'ячем) і тренер.
Заслужений майстер спорту СРСР (1945) та заслужений тренер СРСР (1963). Включений до символічної збірної СРСР з футболу за підсумками 50-річчя (1917—1967). 1998 — визнаний найкращим тренером століття з хокею з м'ячем.

## Спортивна біографія
Чудово технічно підготовлений, швидкий та спритний гравець. Під час атак майстерно змінював ритм і напрямок руху. Був зразковим майстром тактичних хитромудрих ходів, досконало розумівся зі своїми партнерами по атаці. Тонко оцінював ігрові ситуації, миттєво приймав найкращі на той момент рішення. Гостро та своєчасно чи передавав м'яч партнеру, який знаходився в найкращому положенні або брав гру на себе, завершуючи атаку індивідуальним стрімким проходом з наступним ударом з обох ніг.
У складі московського «Динамо» здобував чемпіонські титули у хокеї із шайбою, футболі та хокеї з м'ячем. Брав участь у турне 1945 року. До Великої Британії поїхав травмованим і тому провів лише 40 хвилин у поєдинку з лондонським «Арсеналом».
Гравець хокейної збірної Москви, яка взимку 1948 року проводила серію матчів з найсильнішою європейською клубною командою того часу, празьким ЛТЦ. Дует динамівських нападників Василь Трофімов — Всеволод Блінков брав участь у всіх трьох матчах.
1952 року провів сім неофіційних матчів у складі збірної СРСР. Учасник літніх Олімпійських ігор 1952 у Гельсінкі (3 матчі, 2 голи).
У хокеї з м'ячем виступав до сорока років, більшість часу був граючим тренером. З 1960 року цілком на тренерській роботі, тривалий час очолював збірну СРСР з хокею з м'ячем та московське «Динамо». Під його керівництвом ці команди перемагали у 8 чемпіонатах світу та 12 чемпіонатах Радянського Союзу.

## Державні нагороди
- Орден «Знак Пошани» (1957)
- Орден Трудового Червоного Прапора (1959)
- Орден Дружби (1997)
- Медаль «У пам'ять 850-річчя Москви» (1997)

## Спортивні досягнення

### Футбол
- Чемпіон СРСР (3): 1940, 1945, 1949
- Срібний призер (4): 1946, 1947, 1948, 1950
- Бронзовий призер (1): 1952
- Фіналіст кубка СРСР (2): 1945, 1950
- Список «33 найкращих футболістів СРСР»: № 1 — 1948, 1950; № 2 — 1949, 1951, 1952[2]
- Символічна збірна СРСР (1917—1967)[3]

### Хокей із шайбою
- Чемпіон СРСР (1): 1947
- Срібний призер (1): 1950
- Бронзовий призер (2): 1948, 1949
- Володар кубка СРСР (1): 1953

### Хокей з м'ячем
Гравець
- Чемпіон СРСР (2): 1951, 1952
- Срібний призер (2): 1950, 1959
- Бронзовий призер (1): 1956
- Володар кубка СРСР (7): 1940, 1941, 1947, 1950, 1951, 1952, 1954

Тренер
- Чемпіон світу (8): 1965, 1967, 1969, 1971, 1973, 1975, 1977, 1979
- Володар кубка європейських чемпіонів (3): 1976, 1977, 1979
- Чемпіон СРСР (12): 1961, 1963, 1964, 1965, 1967, 1969, 1970, 1972, 1973, 1975, 1976, 1978
- Срібний призер (5): 1966, 1968, 1971, 1974, 1977
- Бронзовий призер (1): 1962

## Статистика
У складі збірної Москви проти чехословацького хокейного клубу ЛТЦ:
| № | Дата           | Місце  | Суперник    | Рахунок |
| - | -------------- | ------ | ----------- | ------- |
| 1 | 26 лютого 1948 | Москва | ЛТЦ (Прага) | 6 : 3   |
| 2 | 28 лютого 1948 | Москва | ЛТЦ (Прага) | 3 : 5   |
| 3 | 2 березня 1948 | Москва | ЛТЦ (Прага) | 2 : 2   |

На футбольному турнірі літніх Олімпійських ігор у Гельсінкі:
| № | Дата          | Місце     | Суперник  | Рахунок | Голи |
| - | ------------- | --------- | --------- | ------- | ---- |
| 1 | 15 липня 1952 | Гельсінкі | Болгарія  | 2 : 1   | 104' |
| 2 | 20 липня 1952 | Гельсінкі | Югославія | 5 : 5   | 75'  |
| 3 | 22 липня 1952 | Гельсінкі | Югославія | 1 : 3   |      |